# Lhota u Olešnice
Lhota u Olešnice là một làng thuộc huyện Blansko, vùng Jihomoravský, Cộng hòa Séc.